# Minerais de conflit
Les minerais de conflit, parfois aussi nommés « minerais de sang », en anglais « conflict minerals », sont des minerais extraits dans des pays en conflit armé et suspectés d'alimenter, voire de susciter, des guerres civiles.
C'est un concept développé au sein des organisations internationales (Nations unies, OCDE, Banque mondiale) et des ONG à partir des années 2000, d'abord à propos des conflits en République démocratique du Congo (Deuxième guerre du Congo et conflit à l'Est de la RDC) ce qui a conduit à des politiques de traçabilité des minéraux imposées par les États-Unis (incluses dans le Dodd-Frank Act) puis par l'Union européenne.
La pertinence de ce concept est remise en cause par plusieurs universitaires qui estiment qu'il véhicule une vision simpliste, ou même trompeuse, des conflits et qu'il a conduit à des politiques publiques inadaptées qui ont nuit aux intérêts des mineurs.

## Minerais concernés et provenance

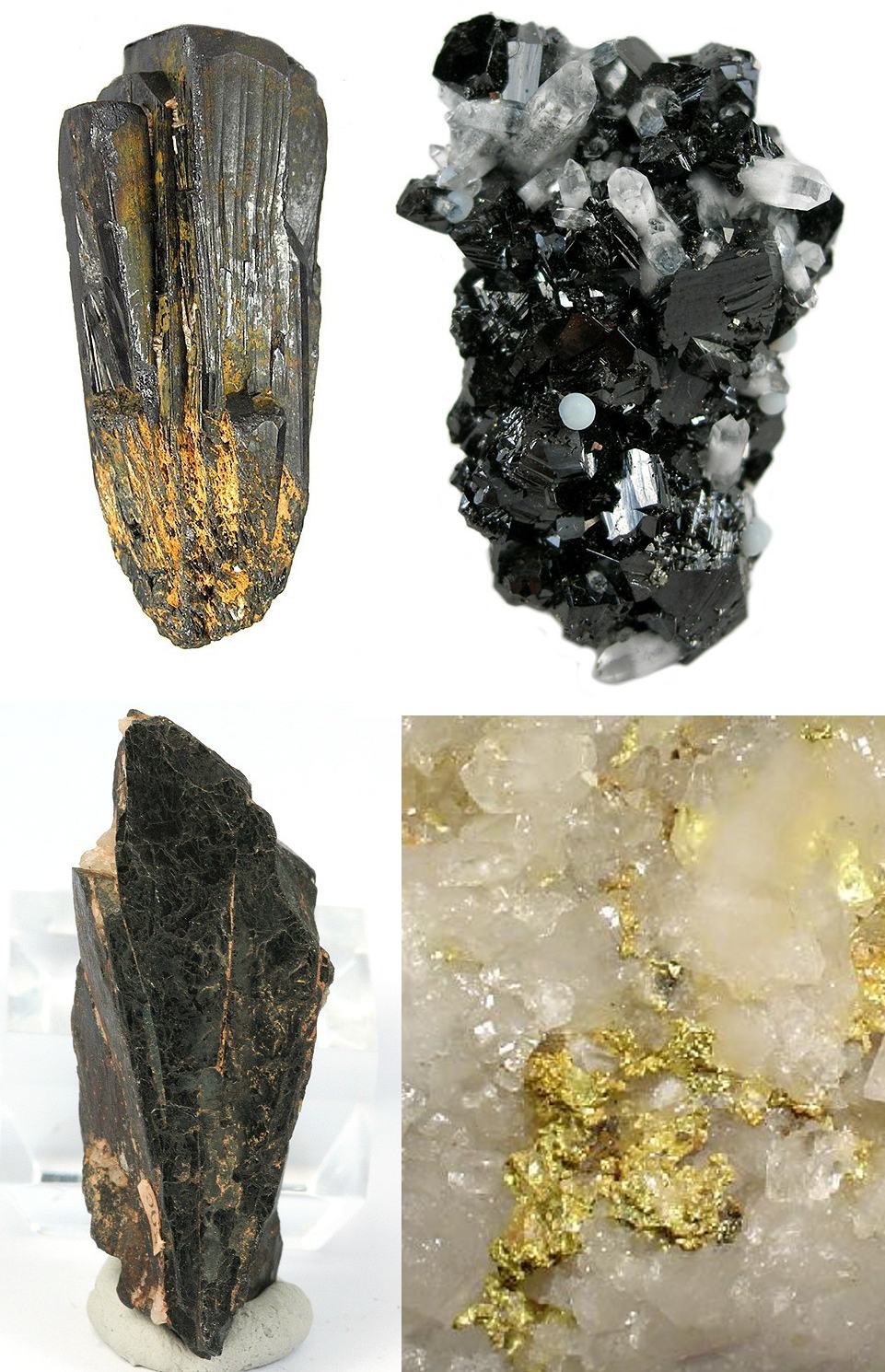
Les 4 minerais accusés d'attiser les conflits. De gauche à droite, de haut en bas : coltan (dont est extrait le tantale), cassitérite (étain), wolframite (étain et tungstène) et or.

Quatre minéraux, largement utilisés dans les industries de pointes, sont particulièrement visés : le tantale, l’étain, le tungstène et l’or,. Ils sont parfois regroupés sous l’acronyme « 3TG », concaténation de l’initiale de leur nom en anglais : Tantale, Tungsten, Tin et Gold.
- Le tantale est un métal très conducteur[1], utilisé dans la production des condensateurs[4] électroniques. Il est indispensable pour la fabrication des téléphones mobiles. Il provient surtout de gisements de colombo-tantalite, plus connu sous le nom de coltan[1], un minerai qui est extrait dans l’est de la RDC, notamment la zone minière de Rubaya (actuellement sous le contrôle du Mouvement du 23 mars (M23) rebelle et de son allié le Rwanda)[5]. 65 à 80 % des réserves mondiales de coltan se trouvent en RDC[1]. D’après un rapport de l’ONU datant de juin 2024[6], le M23 exporte 120 tonnes de coltan par mois et les taxes qu’il prélève sur la production lui assurent un revenu mensuel d’environ 800 000 dollars[7].

- L’étain est extrait principalement de la cassitérite dont les gisements sont exploités en Malaisie, en Indonésie, au Nigeria, au Myanmar, en Thaïlande et en RDC. Il est notamment utilisé dans la fabrication des composants électroniques[1] et pour la soudure[4].

- Le tungstène ou wolfram[4], extrait notamment de la wolframite, est principalement utilisé dans des applications électriques (filaments des ampoules électriques). Sous forme de composés ou d'alliages, il est valorisé dans de nombreuses applications[1].

- Enfin, l’or n’est pas utilisé seulement dans la joaillerie (bijoux), mais aussi en électronique[1], dans les circuits imprimés, par exemple[4].

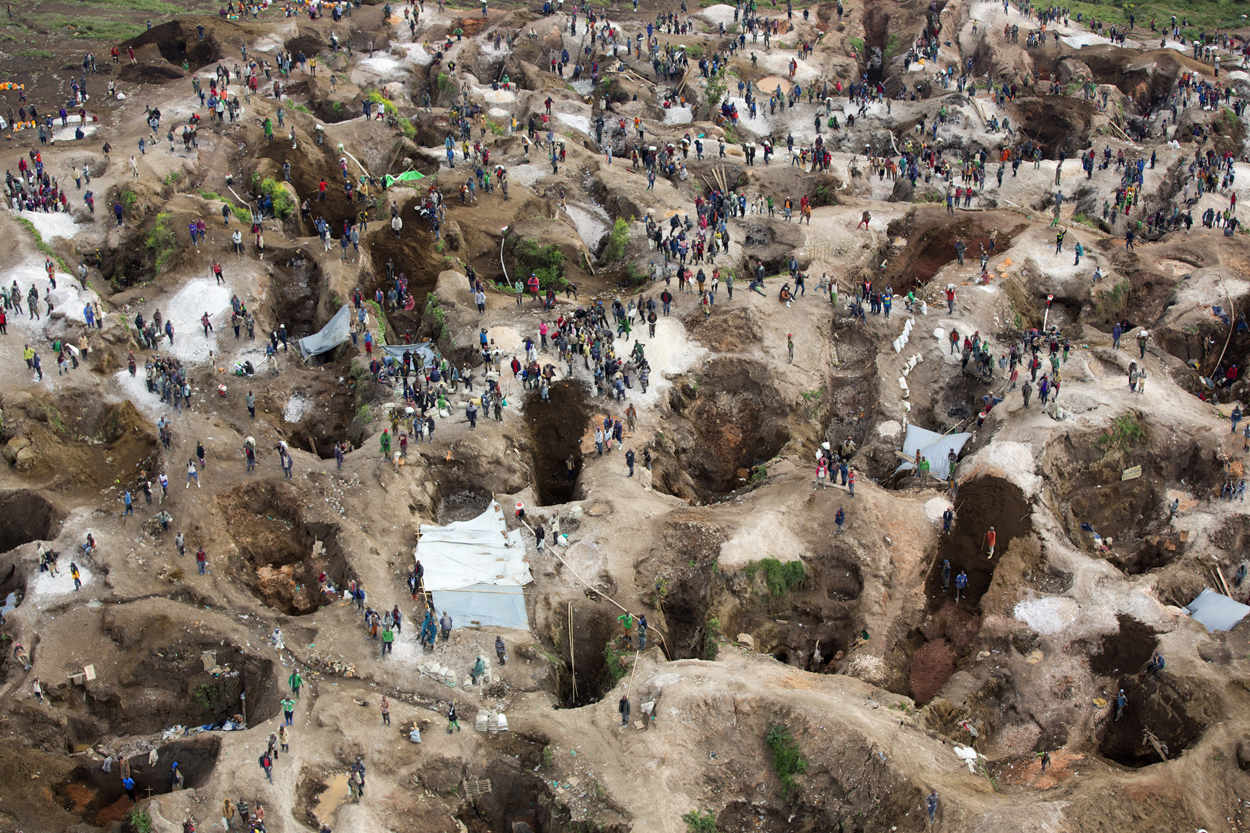
Une mine de coltan de la région de Rubaya.

Cette liste exclut les diamants de conflits, parfois aussi nommés « diamants de sang » (« blood diamonds » en anglais), qui font l’objet d’une exploitation illégale et d’un trafic similaire, avec des conséquences environnementales et humaines comparables. En effet ce ne sont pas des métaux.
Les minerais 3TG proviennent d’Afrique, et plus particulièrement de la République démocratique du Congo (RDC) et de la zone des Grands Lacs africains, ou encore de Birmanie et d’Amérique centrale. La majeure partie des mines se trouve dans la région des Grands Lacs de la RDC, mais il en existe également en Amérique du Sud, au Moyen-Orient ou en Asie du Sud-Est. Outre la RDC, notamment la province du Kivu, à l’est du pays, les pays voisins produisent également ces minerais : l’Angola, le Burundi, la République centrafricaine, le Rwanda, le Soudan du Sud, la Tanzanie, l’Ouganda et la Zambie.

## Politiques publiques

### Débat du début des années 2000
La mise en cause des 3TG débute avec un épisode marquant : le pillage par les troupes de la RDC d’un entrepôt de coltan (minéral dont est extrait le tantale) lors de la deuxième guerre du Congo (1998 – 2003). Il apparaît rapidement que de nombreux groupes armés tirent des revenus du coltan. Un pic gigantesque des prix mondiaux en 2000 rend l’affaire particulièrement profitable (au point que l’épisode bénéficie dans la région d’une aura quasi-mystique, jusqu’à aujourd’hui). En 2000, l’armée rwandaise et une faction alliée (le « RCD-Goma ») parviennent un temps à monopoliser le marché (on estime les gains à 250 millions de dollars), l’armée régulière et des milices locales Maï-Maï s’y mettent à leur tour, à chaque fois en prélevant des taxes/du racket en échange de protection. Un rapport important des Nations unies de 2001 pointe le problème et propose un embargo immédiat sur les minerais.
Rapidement, d’autres rapports d’organisations internationales ou d’ONG suivent, en reprenant des versions plus simplistes de l’argument. Dans le monde académique, cela fait écho aux idées développées par l’économiste et directeur de recherche à la Banque mondiale Paul Collier et son opposition stricte entre « greed » (cupidité), dont relèveraient les conflits violents, éventuellement maquillés en conflits ethniques ou politiques, et « grievance » (mécontentement) qui suppose des mouvements pacifiques et des revendications « raisonnables »,(Greed versus grievance (en)).

### Politiques publiques depuis les années 2010

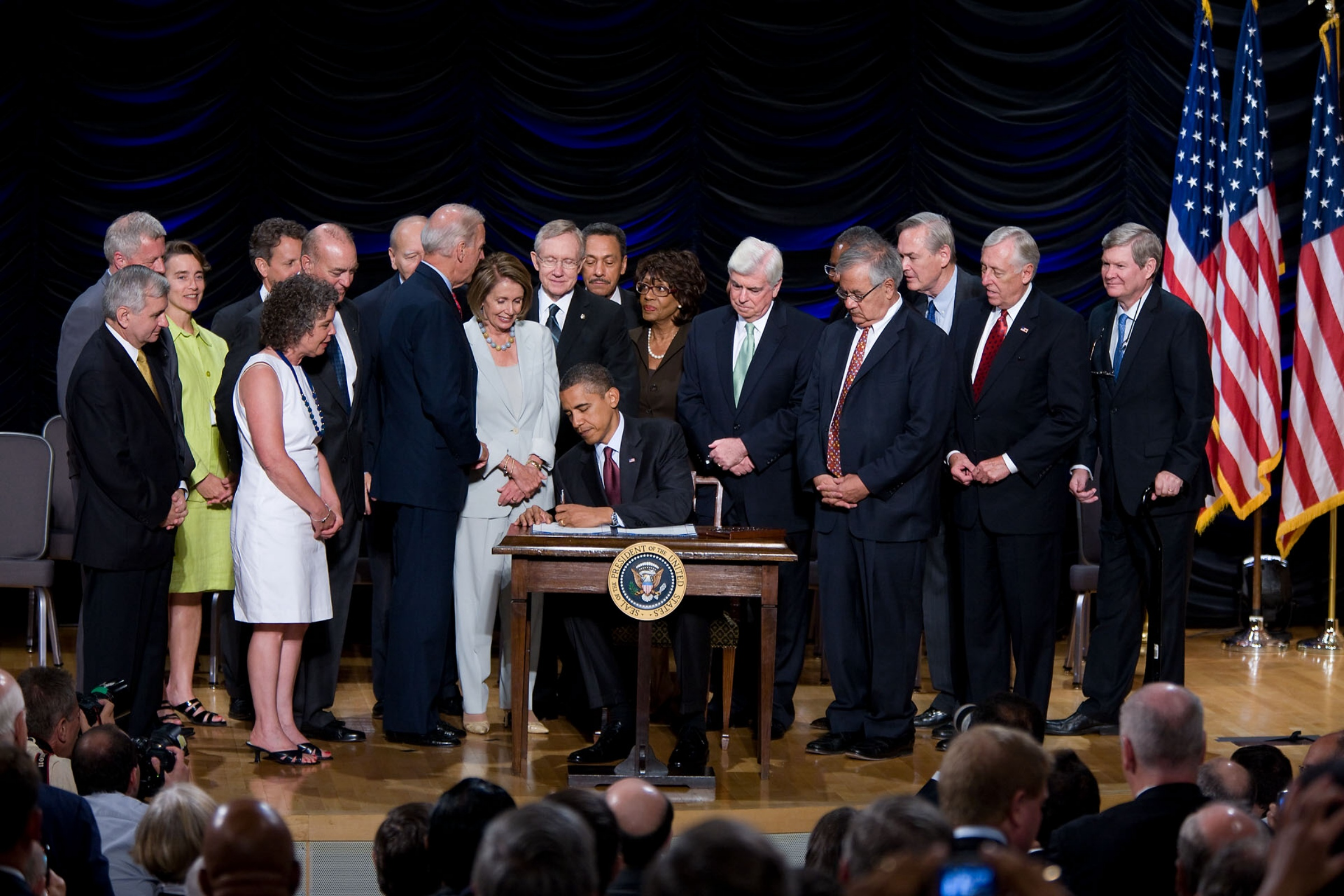
Le président des États-Unis Barack Obama signant le Dodd-Frank Act dont la section 1502 est appelée loi Obama en RDC.

Plusieurs politiques publiques ont été mises en place en réponse à ce problème, à la suite de la pression exercée par des ONG :
- À Washington au milieu des années 2000, c’est notamment l’ONG Enough Project (en) et John Prendergast (activiste) (en), ex-conseiller de Bill Clinton, qui plaident la cause. L’initiative échoue. Nouvelle tentative quelque temps plus tard et l’idée est finalement incorporée dans la grande loi de règlementation financière post crise des subprimes, le Dodd-Frank Act de 2010, dans laquelle on lit dans la section 1502 : « l’exploitation et le commerce de minerais de conflit provenant du [...] Congo contribuent à financer un conflit caractérisé par des niveaux extrêmes de violence au [Congo], en particulier la violence sexuelle et sexiste »[14]. Le texte prévoit que les entreprises listées à la Bourse aux États-Unis soient obligées de déclarer si les minerais qu’elles utilisent sont des conflict minerals  ou non. Elles sont tenues d’essayer d’agir en conséquence (via ce qu’on appelle une « due diligence »). Au Congo, on l’appelle la loi Obama[11].
- L’Union européenne a adopté un règlement similaire aux USA vers 2017, avec une application plus stricte et qui porte sur plus de minerais et de conflits[11].
- À l’OCDE, à la requête de la Conférence internationale sur la région des Grands Lacs (CIRGL) et de l'ex- G8, on conçoit au long de l’année 2010 une guideline pour un sourçage responsable des minéraux avec l’aide d’experts des Nations unies. On organise des forums, des consultations, on révise périodiquement les recommandations qui sont finalement reprises par le gouvernement congolais[11].

Sur le terrain, au Kivu, l'enjeu est d'organiser des filières certifiées « conflict-free », avec un contrôle tout au long de la chaîne de production. Plusieurs intitiatives voient le jour mais la plus importante d'entre elle, en situation de quasi-monopole, est le processus de traçabilité et certification porté par le principal lobby international de l'étain sous le nom d’International Tin Supply Chain Initiative (iTSCi) avec le soutien de la CIRGL et la participation d’ONG. L’iTSCi commence (vraiment) un projet-pilote en octobre 2012 à Nyabibwe étendu ensuite à Rubaya (mars 2014), à Lemera et Nzibira (juin 2014), à Numbi (juin 2015). La fiabilité du projet repose sur une recension et labellisation des mines, un système de sacs avec codes barres, des audits externes (très inefficaces), etc.

### Controverses
Depuis leur mise en place, ces politiques publiques sont controversées.
Elles reposent sur des récits qui se concentrent « sur une cause première de la violence, l'exploitation illégale des ressources minérales ; une conséquence principale, les abus sexuels à l'encontre des femmes et des filles ; et une une solution centrale, l'extension de l'autorité de l'État », c'est-à-dire des récits simplistes mais faciles à manier par les décideurs politiques, les médias et les associations. Ces récits témoigneraient d'une forme d'« eurocentrisme », d'« orientalisme » et de « white savourism » de la part d'occidentaux qui s'imaginent que les guerres civiles en Afrique sont causées par la cupidité de chefs de guerre africains et d'entreprises capitalistes occidentales plutôt que, à l'instar des autres guerres civiles, pour des raisons politiques. En réalité, les mines ne semblent pas être une cause importante du conflit (par exemple parce qu'il n'y a pas de corrélation entre la localisation des mines et les zones où opèrent des groupes armées ; il y a des mines sans milice, des milices sans mine, des mines avec milices, etc.).
Même si les intentions sont bonnes, ces politiques ont eu des effets pervers. L'interdiction  des mines artisanales (finalement ré-autorisées[réf. nécessaire]) ont été un « dangereux pari » imposé par le haut et a peut-être même aggravé les violences. Sur le plan économique, la loi Obama a conduit dans les faits à un embargo partiel sur les produits miniers congolais et détruit des emplois. Les monopsones imposés de facto par le processus de formalisation ont diminué le revenu des mineurs et mineuses, comme l'ont finalement reconnu l'OCDE et les autorités congolaises en 2019 – « Ma etiquette iko sawa prison » (« les code-barres [imposés pour la traçabilité des minerais] sont ma prison ») témoigne ainsi un mineur. Certaines des exportations illégales de minerais via le Rwanda peuvent ainsi s'expliquer par une volonté des travailleurs de RDC de trouver de meilleurs prix de revente en s'échappant des circuits labellisés officiels.